# Observatoire national de la sécurité et de l'accessibilité des établissements d'enseignement
L'Observatoire national de la sécurité et de l'accessibilité des établissements d'enseignement (ONS), placé auprès du ministre chargé de l'éducation et de l'enseignement supérieur, étudie l'état des bâtiments et des équipements, évalue les conditions de fonctionnement de ces établissements en matière de sécurité, hygiène, accessibilité, mise en sûreté dans le cadre des risques majeurs. Il a été supprimé par la loi no 2020-1525 d'accélération et de simplification de l'action publique adoptée le 7 décembre 2020.

## Historique
À la fin de l’année 1993, les pouvoirs publics ont souhaité connaître de façon précise l’état des besoins de sécurité des établissements scolaires publics et privés sous contrat.
Début janvier 1994, le Premier ministre annonçait la création d’une Commission nationale d’évaluation et de proposition pour la sécurité des établissements scolaires. Il en confiait la présidence à Jean-Marie Schléret, alors député de Meurthe-et-Moselle, et la mission de rapporteur à Adrien Gouteyron, sénateur de Haute-Loire.
La commission devait définir des critères permettant de fixer des priorités dans les travaux destinés à améliorer le niveau de sécurité des établissements. Il lui incombait également de dresser un état du patrimoine immobilier et d’évaluer l’ampleur des travaux prévisibles.
La composition de la commission caractérisée par une grande diversité faisait apparaître aussi bien les représentants des assemblées parlementaires que ceux des collectivités, des syndicats de personnels, des fédérations de parents d’élèves et les administrations des ministères concernés.
Le rapport rendu public le 19 avril 1994 a dénombré dans le second degré 7 % de bâtiments à risques dont 1 144 dans le public et 697 dans le privé.
Parmi les 30 propositions était préconisée la création d’un groupe permanent d’études de la sécurité.
L’Observatoire national de la sécurité des établissements scolaires a été créé par décret du 6 mai 1995 (J.O. du 7 mai 1995) pour le premier et le second degrés. Son champ de compétences s’est trouvé élargi aux établissements d’enseignement supérieur par décret du 5 août 1996 (J.O. du 7 août 1996). Il a été ensuite chargé de l’évaluation de l’accessibilité par décret du 6 décembre 2007 (J.O. du 8 décembre 2007) en devenant Observatoire national de la sécurité et de l’accessibilité des établissements d’enseignement (Code de l’éducation, articles D239-25 à D239-33).
L'Observatoire est un instrument d'évaluation de la sécurité et de l'accessibilité dans les établissements d'enseignement, de l'école primaire aux universités, principalement dans les domaines suivants :
- sécurité incendie,
- risques majeurs,
- accessibilité
- maintenance,
- équipements sportifs,
- santé et hygiène (amiante mais aussi radon, air intérieur...),
- activités expérimentales...

## Composition
L’assemblée plénière de l'Observatoire est composé de 51 membres nommés pour une durée de trois ans par arrêté du ministre chargé de l'éducation  : élus désignés par l’Assemblée nationale, le Sénat et les collectivités territoriales, représentants de gestionnaires de l’immobilier scolaire privé, d’organisations représentatives des personnels, de parents d’élèves et d’étudiants, représentants de ministères et personnes qualifiées.
Le président de l’Observatoire est nommé par le ministre chargé de l’éducation nationale. Un rapporteur général est désigné par l’assemblée plénière pour la durée de chaque mandat de 3 ans.
L'Observatoire est présidé par Jean-Marie Schléret, ancien président de la PEEP (1980-1986) et député (1993-1995).
Les rapporteurs généraux ont été successivement le sénateur René Régnault, Robert Chapuis, ancien ministre, et Monique Sassier, médiatrice honoraire des ministères de l'éducation nationale et de l'enseignement supérieur.

## Missions et fonctionnement
L’objectif prioritaire de l'Observatoire est de favoriser le développement d’une culture partagée de la sécurité dans les établissements d'enseignement en proposant des solutions pratiques et pédagogiques, immédiatement adaptables sur le terrain.
Ses missions sont les suivantes :
- étudier les conditions d’application des règles de sécurité, l’état des immeubles et des équipements utilisés à des fins d’enseignement, de restauration, d’hébergement, d’information et d’orientation,
- évaluer l’accessibilité des établissements scolaires et universitaires conformément au code de la construction et de l’habitation,
- informer des conclusions de ses travaux les collectivités territoriales, les administrations, les établissements d’enseignement et les propriétaires privés concernés,
- remettre au ministre chargé de l’éducation chaque année un rapport qui est rendu public.

Un comité de pilotage prépare et dirige les travaux de l’Observatoire. Les commissions et groupes de travail thématiques, composés de membres de l’Observatoire, consultants et experts des différents ministères ou grands organismes nationaux (INRS, INSERM, COPREC, Fédération et Brigade des sapeurs pompiers…), mènent des enquêtes, auditionnent et visitent des établissements dans le cadre de leurs domaines de compétence.
Un secrétariat général composé de 4 personnes est mis à la disposition de l’Observatoire par le ministère de l’éducation nationale. Il assure la conduite administrative des réunions des commissions, comités de pilotage et assemblées plénières. Il est chargé de fournir les textes législatifs et réglementaires, les rapports techniques, juridiques et administratifs. Il met en œuvre les enquêtes nécessaires aux travaux. Il est chargé de l’organisation des actions d’information et de communication ainsi que des relations avec les différents partenaires de la communauté éducative. Il participe à des actions de formation.
Pour mener à bien ces missions, l’Observatoire a conçu et utilise deux bases de données nationales, BAOBAC (BAse d'OBservation pour les ACcidents scolaires) pour les accidents et ESOPE (Enquête Sécurité de l'Observatoire Pour les Etablissements d'enseignement) relative à la sécurité des bâtiments. Ces bases sont à disposition de ses partenaires notamment les ministères chargés de la santé et de l'éducation nationale.
Les secrétaires généraux ont été successivement François Dontenwille, Annick Dessagnes, Catherine Giffard, Claire Aribaud, Nadine Viers et Jean-Michel Billioud.

## Publications
L'Observatoire diffuse ses travaux à travers ses rapports annuels et ses guides thématiques accessibles sur son site internet : ils proposent à l'ensemble des membres de la communauté éducative des aides et conseils pratiques. Près de 250 000 pages du site de l’Observatoire ont été visionnées entre le 1er janvier 2015 et le 30 juin 2020. Dans la même période, plus de 120 000 guides et rapports ont été téléchargés ou consultés par les responsables des établissements ou par des membres de la communauté éducative sur le site de l’Observatoire ou sur des sites relais des autorités déconcentrées ou des partenaires. À ce nombre important, il faut également ajouter les documents consultés ou téléchargés sur les sites partenaires ou adressés sous format imprimé sur demande des établissements ou de formateurs.
L'Observatoire a mis à disposition à partir de 2018 des fiches synthétiques sur l'ensemble des informations nécessaires au fonctionnement des établissements dans les domaines de l'accessibilité et de la sécurité. Elles ont été réalisées selon un même format : un descriptif, une ou plusieurs questions/réponses, les textes règlementaires en vigueur et les ressources auxquelles chacun peut avoir accès. Entre le 1er janvier 2019 et le 30 juin 2020, près de 40 000 « Fiches prévention de l’Observatoire » ont été téléchargées.
L'Observatoire publie une lettre périodique "Ouvrons l'œil" auprès de ses abonnés (5 500 en majorité directrices et directeurs d’école, chefs d’établissement et enseignants). Elle a pour vocation de les tenir informés sur ses nouvelles publications, les travaux en cours à l’Observatoire, les évolutions juridiques.